# Пламен Йорданов (офицер)
Вижте пояснителната страница за други личности с името Пламен Йорданов.
Пламен Димитров Йорданов е български офицер, бригаден генерал.

## Биография
Роден е на 22 февруари 1969 г. в Горна Оряховица. Има брат Илко Йорданов, който също е бригаден генерал. През 1987 г. завършва СПТУ по транспорт „Н. Й. Вапцаров“ в родния си град. Завършва през 1991 г. Висшето народно военно училище „Васил Левски“ във Велико Търново с профил „Мотострелкови войски“. В периода 1991 – 1994 г. е командир на взвод. От 1994 до 1995 г. е командир на рота, а след това до 1998 г. отново командир на взвод. Между 1998 и 2000 г. е командир на рота. През 2000 г. е назначен за заместник-началник щаб на батальон. През 2002 г. завършва „Организация и управление на ОТФ от СВ“ във Военната академия в София. Завършил е и „Стратегическо ръководство на отбраната и ВС“ във Военен колеж на Сухопътни войски на САЩ в Карлайл, Пенсилвания. Участва в няколко задгранични мисии на българската армия в първи пехотен батальон в Ирак (2003) и четвърти пехотен батальон през 2005 г. В периода 2005 – 2011 г. е командир на батальон. През 2010 г. е национален представител (командир) на българската военна част в Кандахар, Афганистан.
От 2011 до 2012 г. е заместник началник-щаб на 61-ва Стрямска бригада. Между 2013 и 2016 г. е началник на сектор „Подготовка и сертифициране на декларирани формирования в отдел Бойна подготовка на Сухопътни войски“. От март до ноември 2016 г. е заместник-командир по бойната подготовка на 61-ва Стрямска механизирана бригада в Карлово.
С указ от 8 ноември 2016 г. е назначен на длъжността на длъжността командир на 61-ва механизирана бригада и е удостоен с висше офицерско звание бригаден генерал. Командва бригадата до 1 юни 2019 година.
Назначен е през септември 2019 г. за заместник-командир на многонационалната дивизия „Югоизток“ на НАТО в Букурещ, Румъния – до 31 декември 2022 г.
От 1 януари 2023 г. до 28 декември 2023 г. е началник-щаб на Сухопътните войски на Република България.
От 28 декември 2023 г. е заместник-командир на Сухопътните войски

## Образование
- Висше народно военно училище „Васил Левски“, „Мотострелкови войски“ – до 1991 г.
- Военна академия „Г.С.Раковски“, „Организация и управление на ОТФ от СВ“ – 2000 – 2002 г.
- Военен колеж на Сухопътни войски на САЩ в Карлайл, Пенсилвания, „Стратегическо ръководство на отбраната и ВС“, 2012-2013

## Военни звания
- Лейтенант (1991)
- Старши лейтенант (1994)
- Капитан (1998)
- Майор (2002)
- Подполковник (2006)
- Полковник (2013)
- Бригаден генерал (13 декември 2016)

## Награди
- Награден знак за вярна служба под знамената – III степен” – 2005 г.;
- „Почетен знак на МО“ – 2010 г.;
- „Награден знак за участие в мисия“ – 2010 г.;